# 大和総研
株式会社大和総研（だいわそうけん、英: Daiwa Institute of Research Ltd.）は、大和証券グループのシンクタンク、（大和証券グループ向け）システム開発会社、システムインテグレーター（ユーザー系）である。2008年10月、組織再編により持株会社と機能ごとの子会社に分社化されたが、2021年4月、旧株式会社大和総研は、持株会社であった大和総研ホールディングスを存続会社として、大和総研ビジネス・イノベーションを含め3社で合併し、新たに株式会社大和総研となった。

## 会社概要
1989年（平成元年）に、大和証券経済研究所、大和コンピューターサービス、大和システムサービスの三社が合併して設立された。
国内のいくつかの金融系シンクタンク（野村総合研究所や日本総合研究所など）と同様に、システムインテグレータ （SI） としての事業が主力である。大和証券グループのシステム開発・運用のほか、グループ外の証券会社、通信業者、地方公共団体などのシステム開発・運用を受託している。
SI事業のほかには、金融・資本市場に関連するマクロ経済調査に強みがあり、複数の日本銀行政策委員会審議委員や内閣官房参与など公職者に加えて、著名なエコノミストを輩出している。また、企業調査などのリサーチ事業、経営コンサルティング、年金コンサルティングなどのコンサルティング事業も持つ。
2006年10月に、資産運用マネジメント本部より資産運用評価部門を分割し、関連業務を大和証券グループ本社の100%子会社として設立された大和ファンド・コンサルティングへ継承した。
2008年10月1日に、会社分割による組織再編により中間持株会社の大和総研ホールディングスを設立、大和総研ホールディングスの完全子会社になる。これにより、それまでの（旧）大和総研からリサーチ・コンサルティング及びグループ向けシステム事業を吸収分割により引き継ぎ、グループ外向けシステム事業は新設分割により新設子会社の株式会社大和総研ビジネス・イノベーションが継承する形となる。この2008年の組織再編以降、株式会社大和総研は内販向けの事業を行い、株式会社大和総研ビジネス・イノベーションは外販向け事業を行う体制となった。
2009年8月24日に、大和証券グループ内のリサーチ機能の再編により、大和総研およびその海外現地法人に所属していた国内外の企業アナリスト・ストラテジスト等のリサーチ部門を大和証券SMBC金融証券研究所へ移管した。
2021年4月、大和総研ホールディングスを存続会社として大和総研及び大和総研ビジネス・イノベーションを吸収合併し、新たな株式会社大和総研が発足。

## 著名な研究員等
- 中曽宏 （大和総研理事長・元日本銀行副総裁）
- 的場順三 （元大和総研理事長・元内閣官房副長官）
- 武藤敏郎 （元大和総研理事長・元財務事務次官・元日本銀行副総裁）
- 道盛大志郎 （大和総研専務理事・元税務大学校長）
- 金森俊樹 （大和総研常務理事・元財務総合政策研究所次長）
- 原田泰 （元投資調査本部チーフエコノミスト・元財務総合政策研究所次長・日本銀行政策委員会審議委員・元早稲田大学特任教授）
- 安達誠司（元大和総研・日本銀行政策委員会審議委員・元丸三証券調査部経済調査部長）
- 田谷禎三 （大和総研特別理事・元日本銀行政策委員会審議委員・立教大学教授）
- 引頭麻実（元大和総研・常務執行役員調査本部副本部長・証券取引等監視委員会委員）
- 熊谷亮丸（内閣官房参与（経済・金融）・リサーチ本部チーフエコノミスト・専務取締役）
- 鈴木準（大和総研常務執行役員）
- 吉川満 （元大和総研常務理事）
- 吉野貴晶 （元投資戦略部・チーフクオンツアナリスト）
- 三宅一弘 （元投資戦略部・チーフストラテジスト）
- 河口真理子 （元調査本部・主席研究員・研究主幹）
- 東英治 （元専務取締役）
- 牧野潤一（元調査本部・SMBC日興証券株式調査部チーフエコノミスト）
- 小林俊介（元調査本部・みずほ証券エクイティ調査部チーフエコノミスト）

## 沿革
- 1943年 - 大和証券株式会社に、企画部調査課が発足。
- 1953年 - 大和証券株式会社に、調査部、機械計算部が発足。
- 1970年 - 大和経済モデルを用いた日本経済予測発表。
- 1975年 - 大和証券株式会社から電子計算部が分離・独立し、大和コンピューターサービス株式会社（DCC）を設立。
- 1982年 - 大和証券株式会社から、調査部が分離・独立し、株式会社大和証券経済研究所（DSRI）を設立。
- 1983年 - 大和コンピューターサービス株式会社から、一般企業向け開発部門を分離し、大和システムサービス株式会社（DSS）を設立。
- 1984年 - 新総合オンラインシステム稼動開始。
- 1989年 - 株式会社大和証券経済研究所、大和コンピューターサービス株式会社、大和システムサービス株式会社の3社合併により、株式会社大和総研発足。
- 1991年 - 第三次総合オンラインシステム稼動。
- 1993年 - 新本社ビル竣工。
- 1994年 - 株式レーティング開始。
- 1995年 - 特定システムオペレーション企業認定（SO認定）。
- 1997年 - 投資顧問業者登録。
- 1998年 - 本社別館ビル竣工。
- 1998年 - 事業本部体制に移行、早稲田／大和パイロットプロジェクト発足。
- 1999年 - 大和総研創立10周年。オンライン証券取引システム「WEBBROKER」が通産省平成11年度優秀情報処理システムを受賞。
- 2003年 - プライバシーマーク、情報セキュリティマネジメントシステム（ISMS）Ver.2.0取得
- 2005年 - 日本初の投資顧問向けソリューション　FAIMS/AM　提供開始
- 2008年 - 株式会社大和総研を株式会社大和総研ホールディングスに商号変更し、会社分割により事業を（新）株式会社大和総研、株式会社大和総研ビジネス・イノベーションの2社に承継させ、持株会社化。
- 2009年 - 大和総研およびその海外現地法人に所属していた国内外の企業アナリスト・ストラテジスト等を、大和証券SMBC金融証券研究所へ移管。
- 2021年 - 大和総研ホールディングスを存続会社として旧大和総研及び大和総研ビジネス・イノベーションを吸収合併。（社名は大和総研。）

## 行政との関係
2018年現在、内閣府外局の金融庁（金融担当大臣麻生太郎）が所管する証券取引等監視委員会の委員3名のうち、1名は大和証券SMBC事業調査部長で大和総研専務理事の引頭麻実である（2016年10月25日衆議院承認）。
また、同委員会の監視対象の一つである業内自主規制団体日本証券業協会の会長は、大和証券グループ本社の元代表取締役で現在は会長・執行役の鈴木茂晴である（2017年7月1日、同協会理事会の推薦と総会選挙により就任）。
なお2017年には、証券取引等監視委員会の前任委員の天下り問題が問題視されている。

## 資格
- 投資顧問業者登録（金融庁）
- SI（システム・インテグレーター）登録企業（経済産業省）
- SO（特定システムオペレーション企業等）認定企業（経済産業省）
- 電気通信事業者（総務省）
- プライバシーマーク使用許諾事業者（（財）日本情報処理開発協会）
- 情報セキュリティマネジメントシステム（ISMS）Ver.2.0（（財）日本情報処理開発協会）
- 厚生年金基金業務受託指定法人（厚生労働省）
- 国民年金基金業務受託指定法人（厚生労働省）
- 確定給付企業年金業務委託指定法人（厚生労働省）
- システム監査企業台帳 登録企業（経済産業省）
- 情報セキュリティ監査企業台帳 登録企業（経済産業省）

## 主な加入団体
- （一社）情報サービス産業協会（JISA）
- （一財）日本情報経済社会推進協会（JIPDEC）
- （公財）金融情報システムセンター（FISC）
- 日本シンクタンク協議会